# Naqsh-e Rustam
Naqsh-e Rustam (Perzisch: نقش رستم Nāqš-e Rostām) is een archeologische vindplaats met bas-reliëfs in Iran. Het ligt ongeveer 12 km ten noordwesten van Persepolis in de provincie Fars. Enkele honderden meters naast Naqsh-e Rustam bevindt zich Naqsh-e Rajab. De site wordt ook wel de 'necropolis' van Persepolis genoemd. De naam Naqsh-e Rustam is afkomstig van de lokale bedoeïenen. Zij dachten dat de held Rostam uit de Perzische mythologie (onder meer de Sjahnama) afgebeeld was op de bas-reliëfs.
De locatie bevat vier graven van Achaemenidische vorsten en zes reliëfs uit de tijd van de Sassaniden. De locatie bevat ook een losstaand bouwwerk: de Ka'ba-ye Zartosht oftewel de kubus van de Zoroastriërs, waarvan niet duidelijk is waarvoor het gebouwd is.

## Achaemenidische graven
Vier Achaemenidische sjahs zijn begraven in Naqsh-e Rustam: Darius I, Xerxes I, Artaxerxes I en Darius II. Hun graftombes zijn ingehouwen in de rotswand en hebben de vorm van een kruis. De graven zijn in de loop van de eeuwen door plunderaars leeggehaald.

## Sassanidische bas-reliëfs
Er zijn zes grote bas-reliëfs bij Naqsh-e Rustam die koningen van de Sassaniden afbeelden:
1. De investituur van Ardashir I (r. 226-242)
2. De overwinning van Shapur I (r. 241-272)
3. Het grote bas-reliëf van Bahram II (r. 276-293)
4. Het dubbele bas-reliëf met paarden van Bahram II (r. 276-293):
5. De investituur van Narses (r. 293-303)
6. Het bas-reliëf van Hormazd II (r. 303-309)

## Fotogalerij

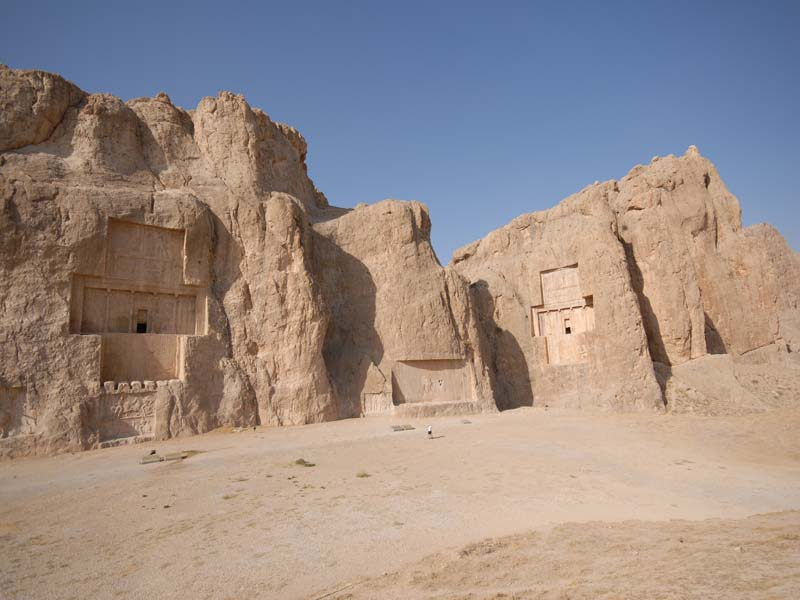
Een overzichtsfoto met twee graftombes
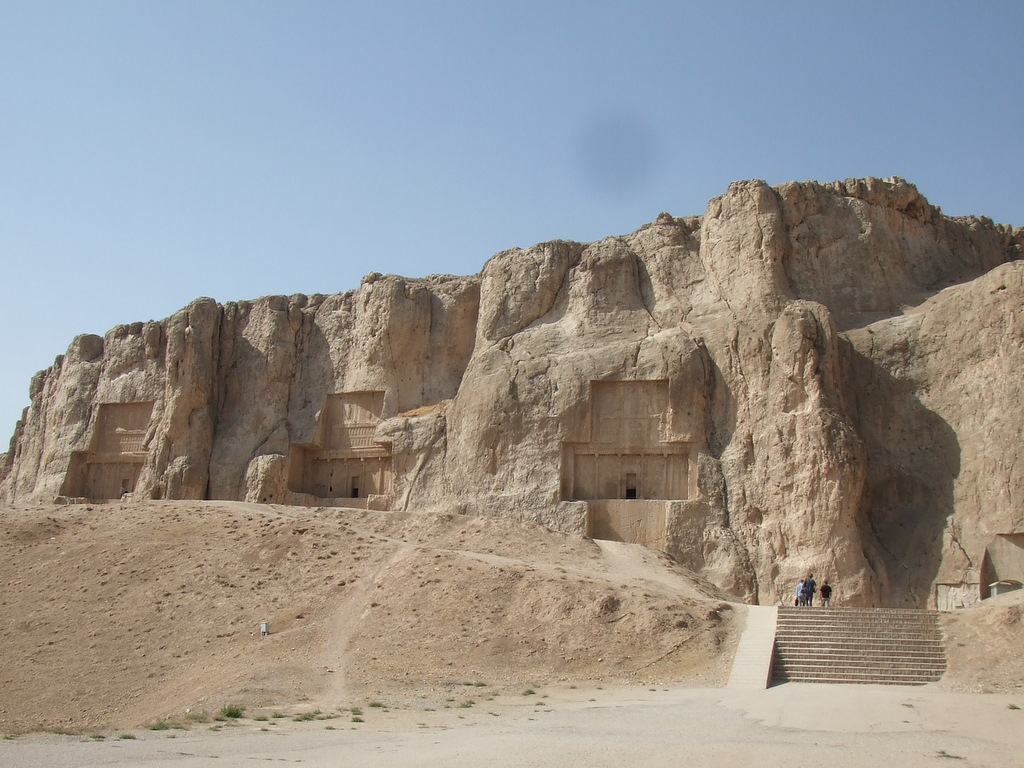
Drie van de vier graftombes
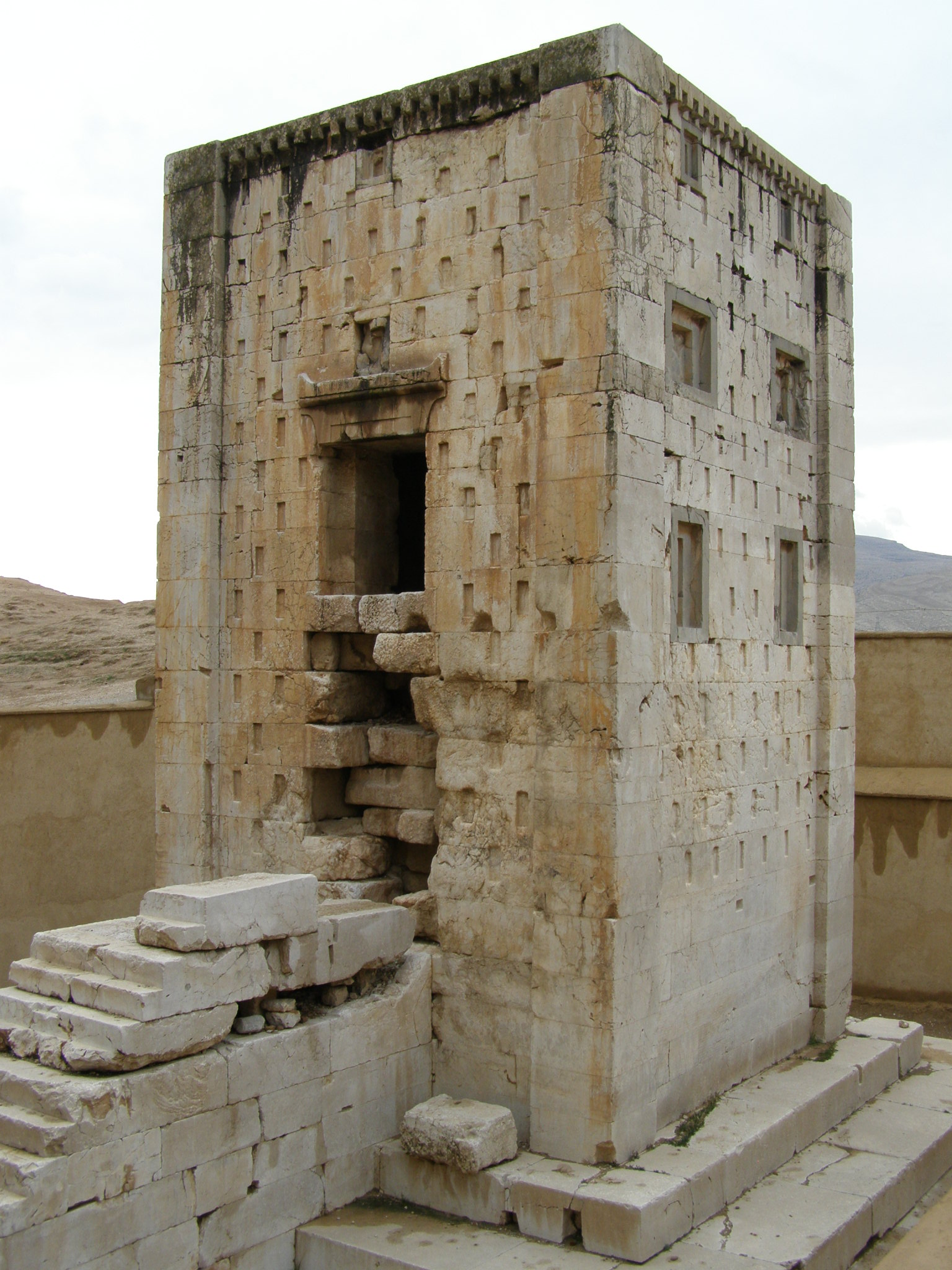
De 'Kubus van de Zoroastriërs'.

### Achaemenidische graftombes

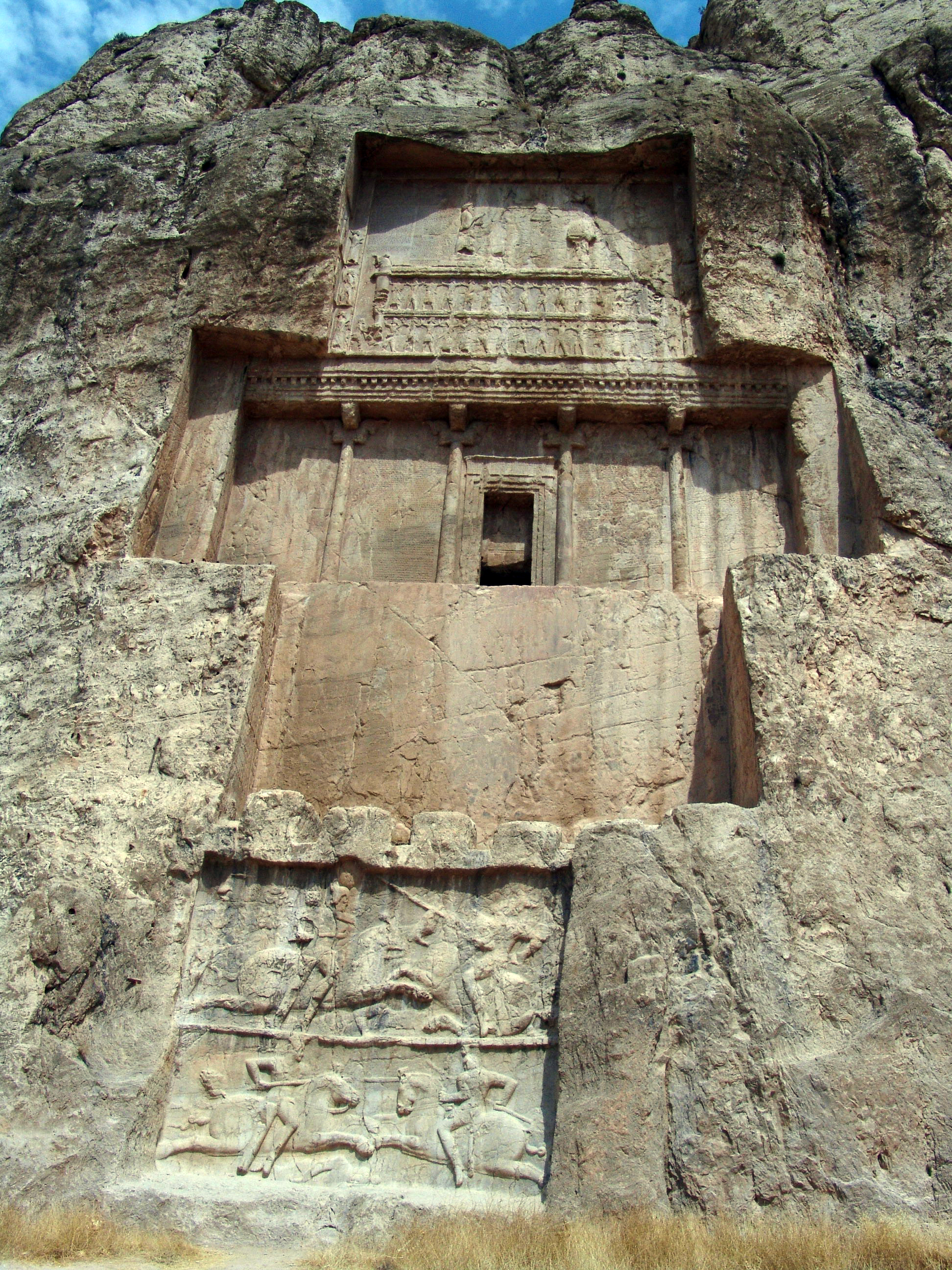
Graftombe van Darius I
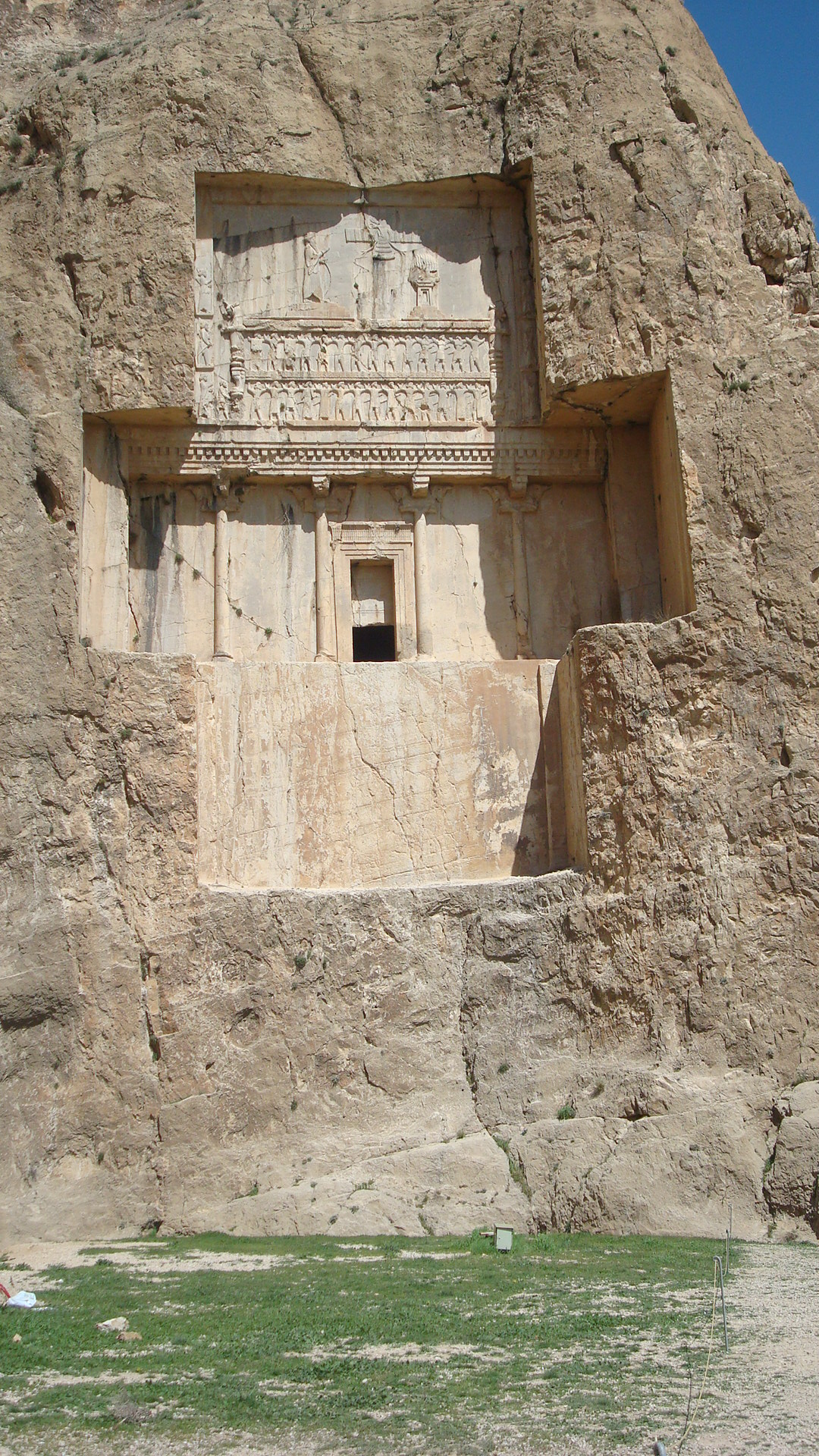
Graftombe van Xerxes I
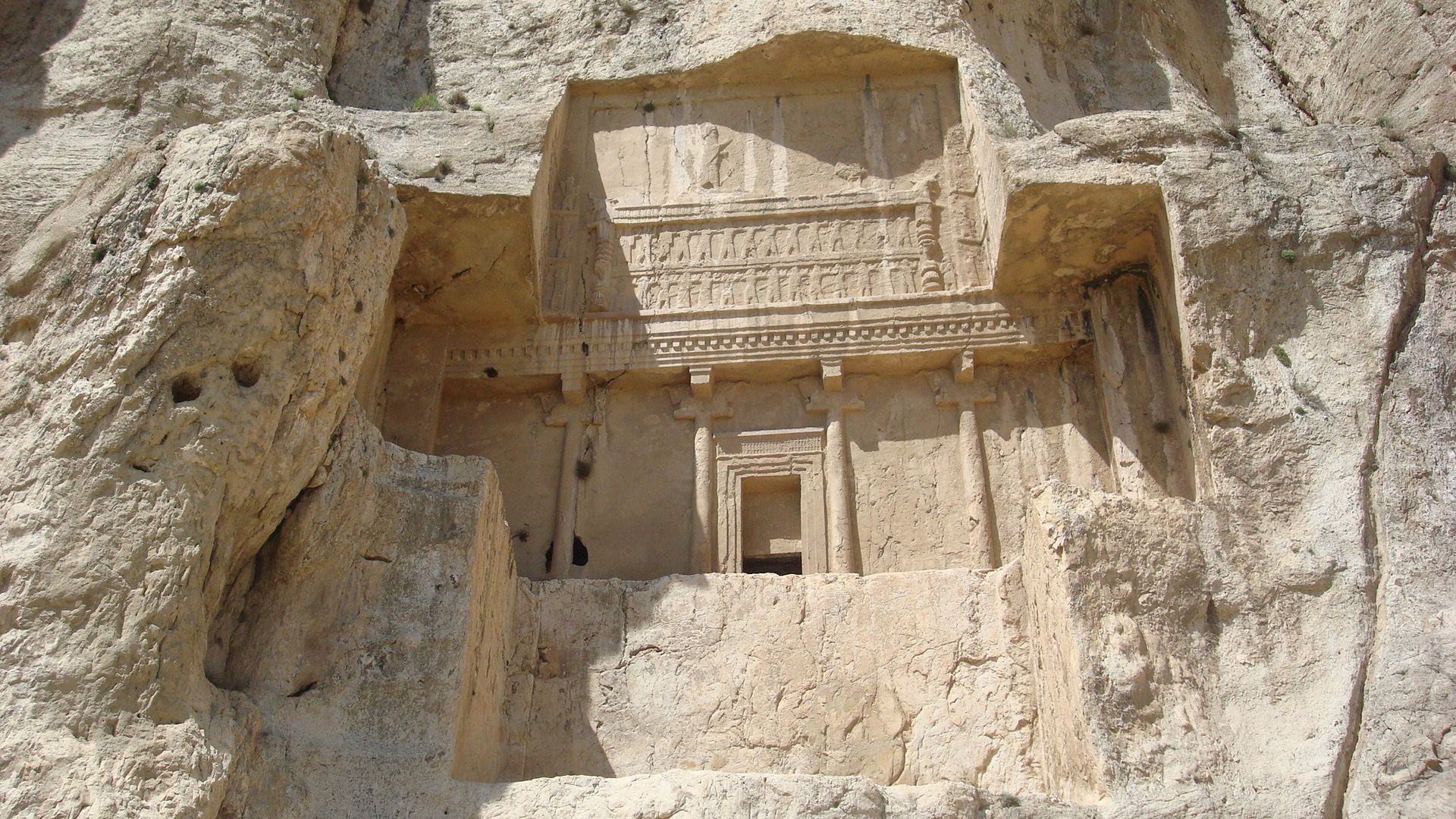
Graftombe van Artaxerxes I
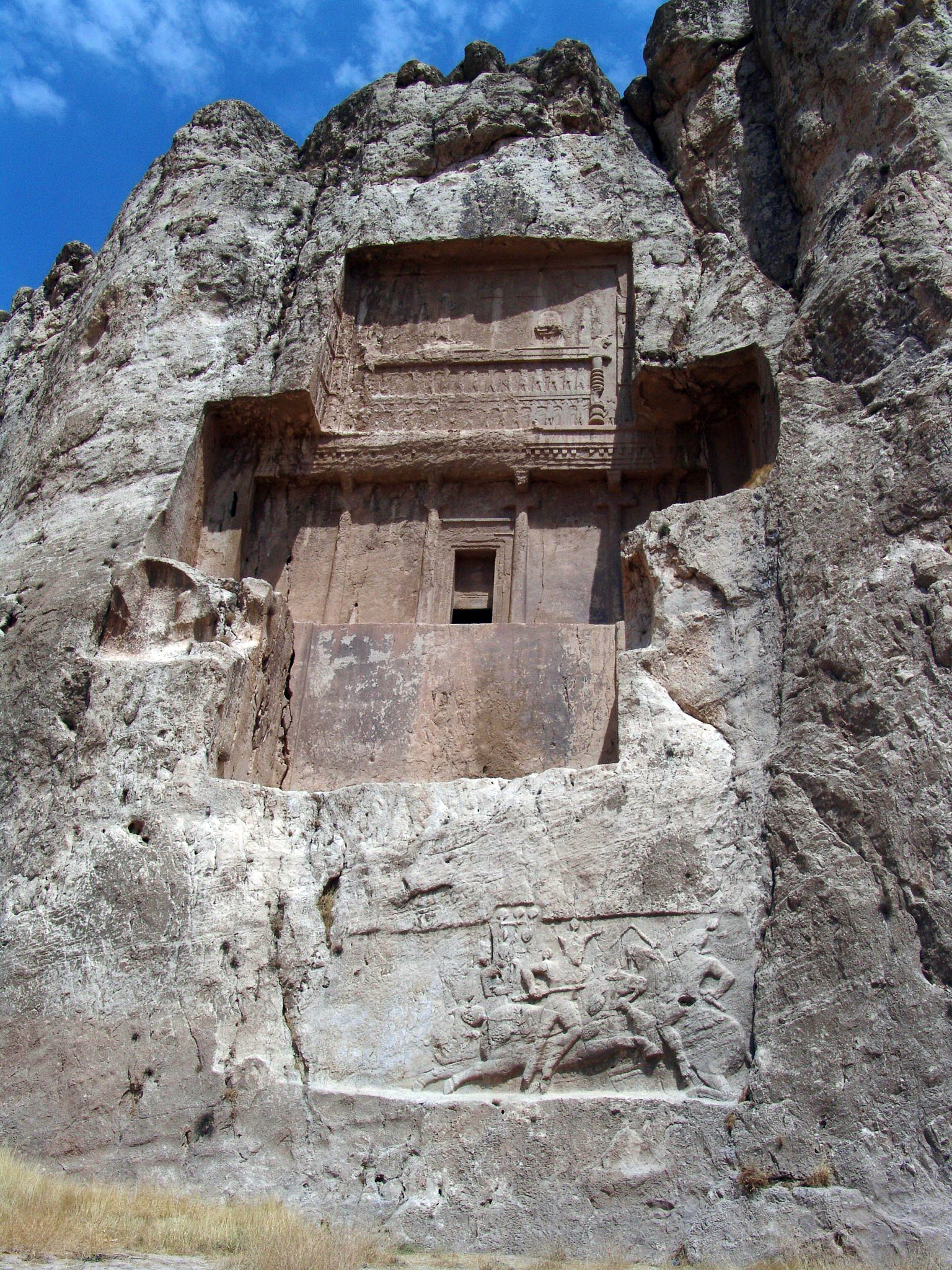
Graftombe van Darius II

### Sassanidische reliëfs

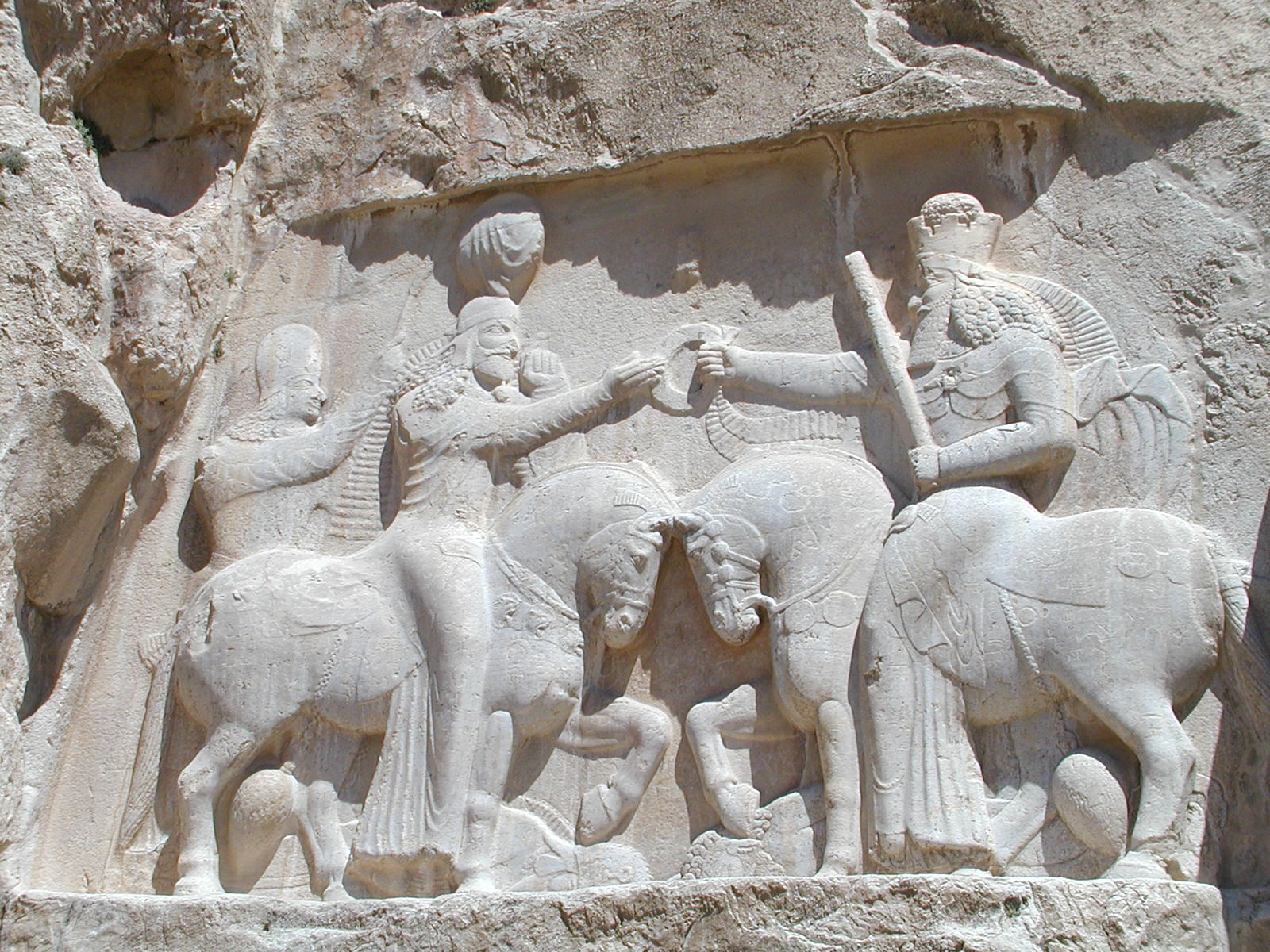
De investituur van Ardashir I. Ahura Mazda (rechts) geeft de Ring der Macht aan Ardashir I.
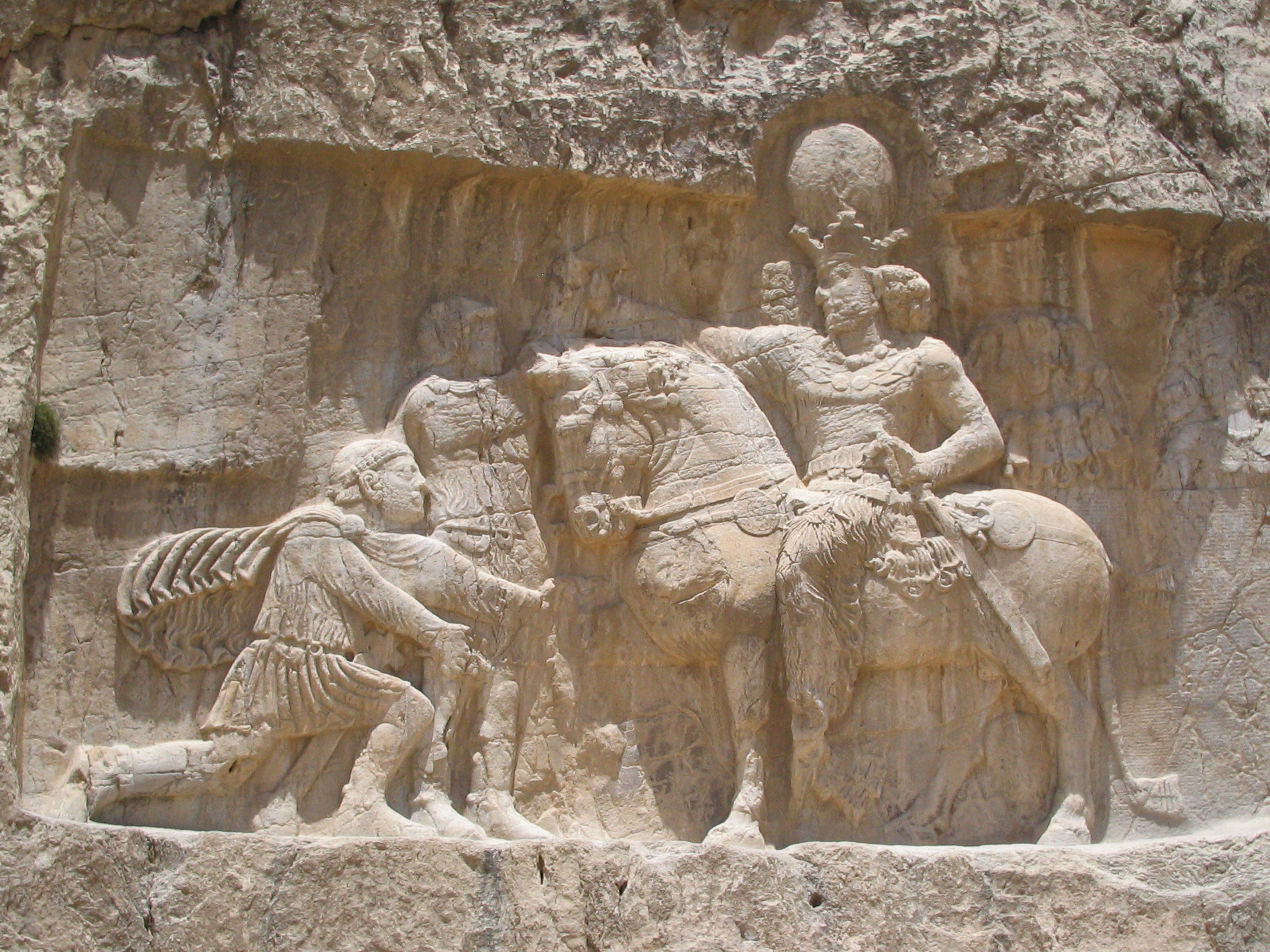
De overwinning van Shapur I. Shapur I verslaat de Romeinse keizer Valerianus I en Philip de Arabier in de Slag bij Edessa.
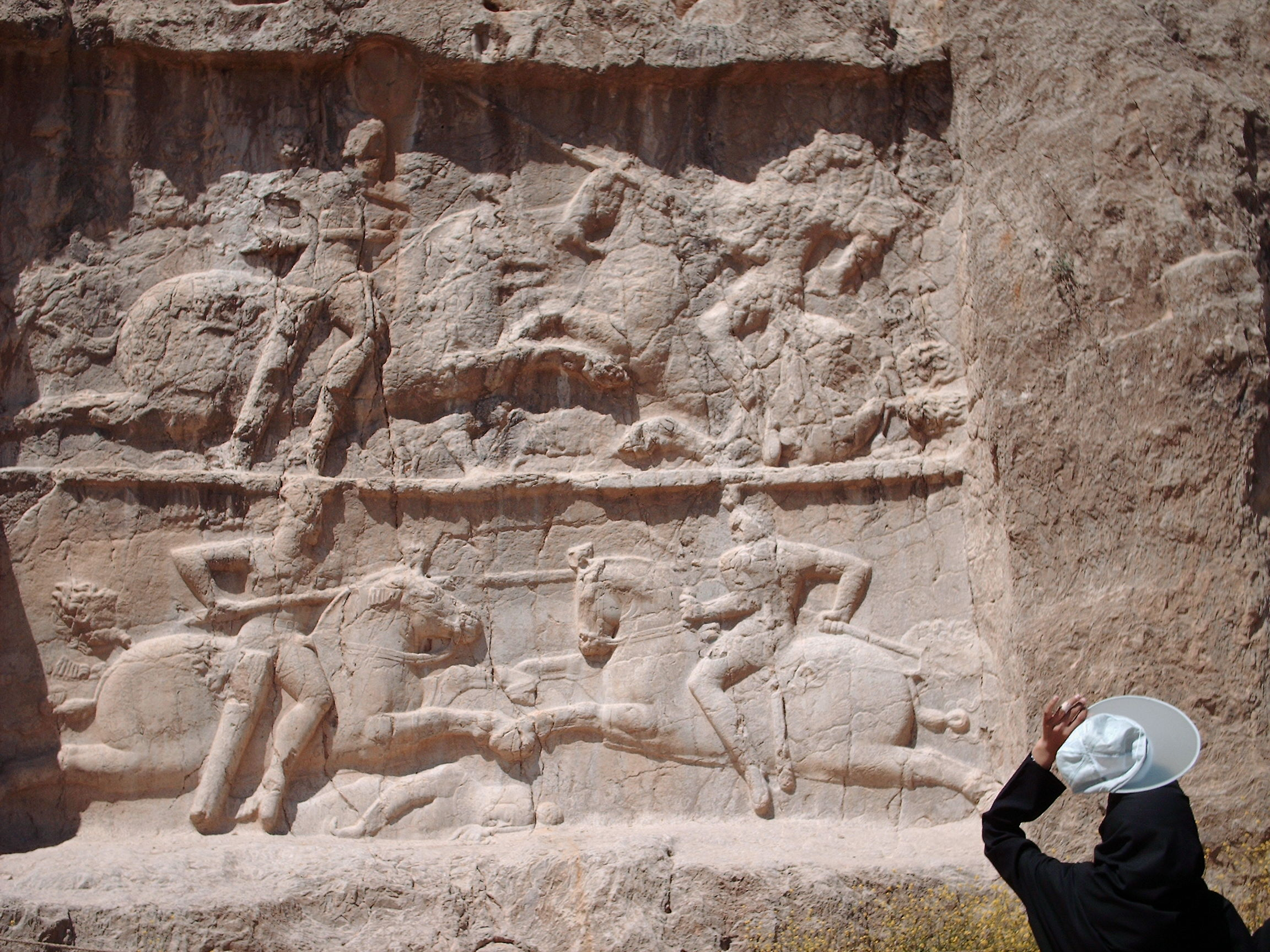
Het dubbele reliëf met de paarden van Bahram II
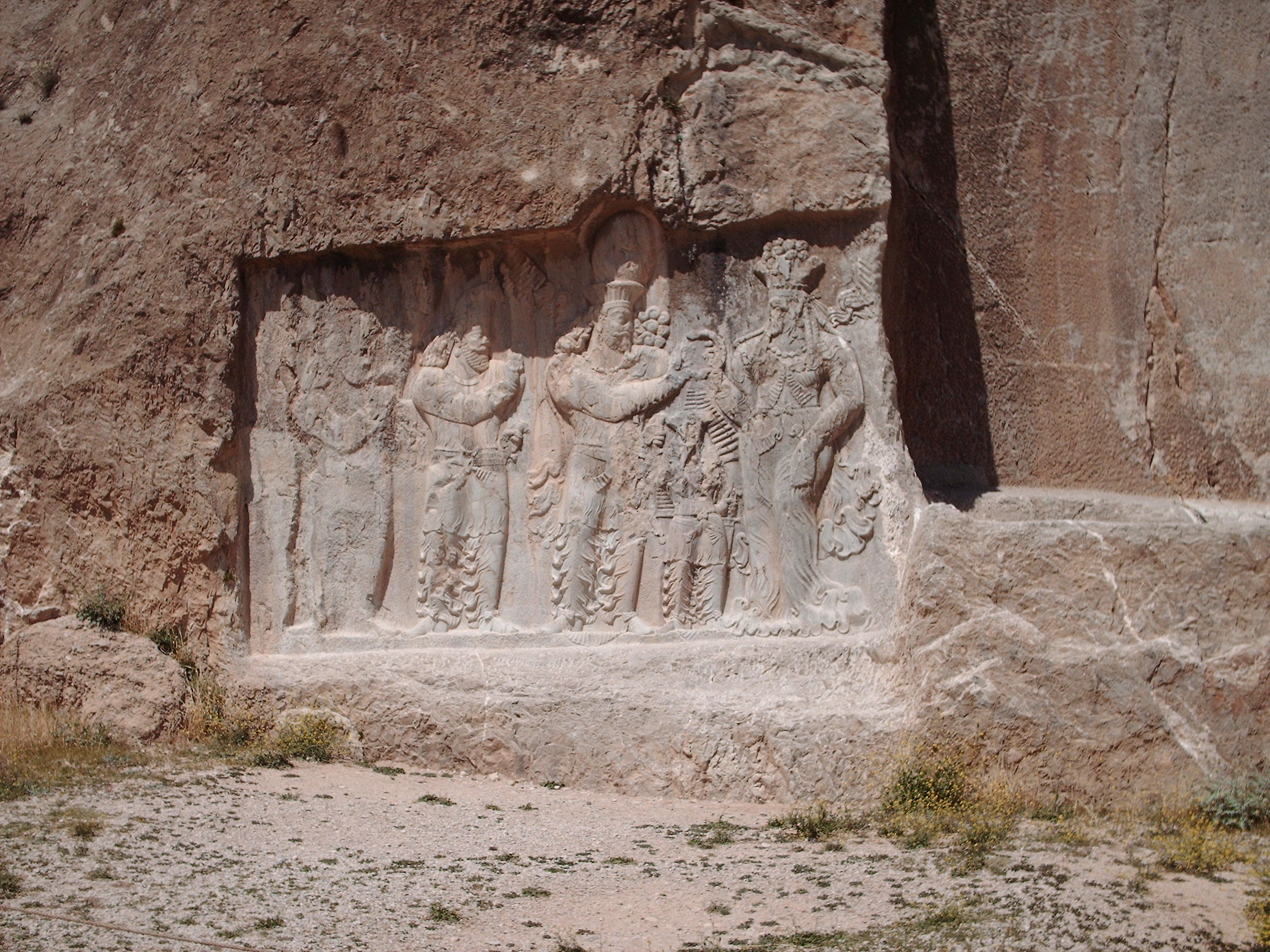
Investituur van Narses
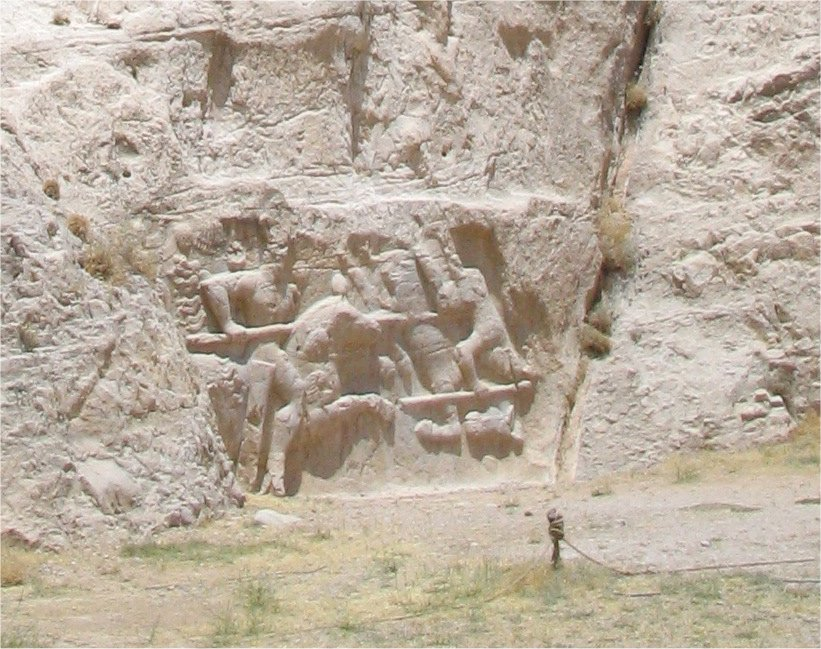
Reliëf van Hormizd II